# Myrmica latifrons
Myrmica latifrons är en myrart som beskrevs av Staercke 1927. Myrmica latifrons ingår i släktet rödmyror, och familjen myror. Inga underarter finns listade i Catalogue of Life.

## Bildgalleri

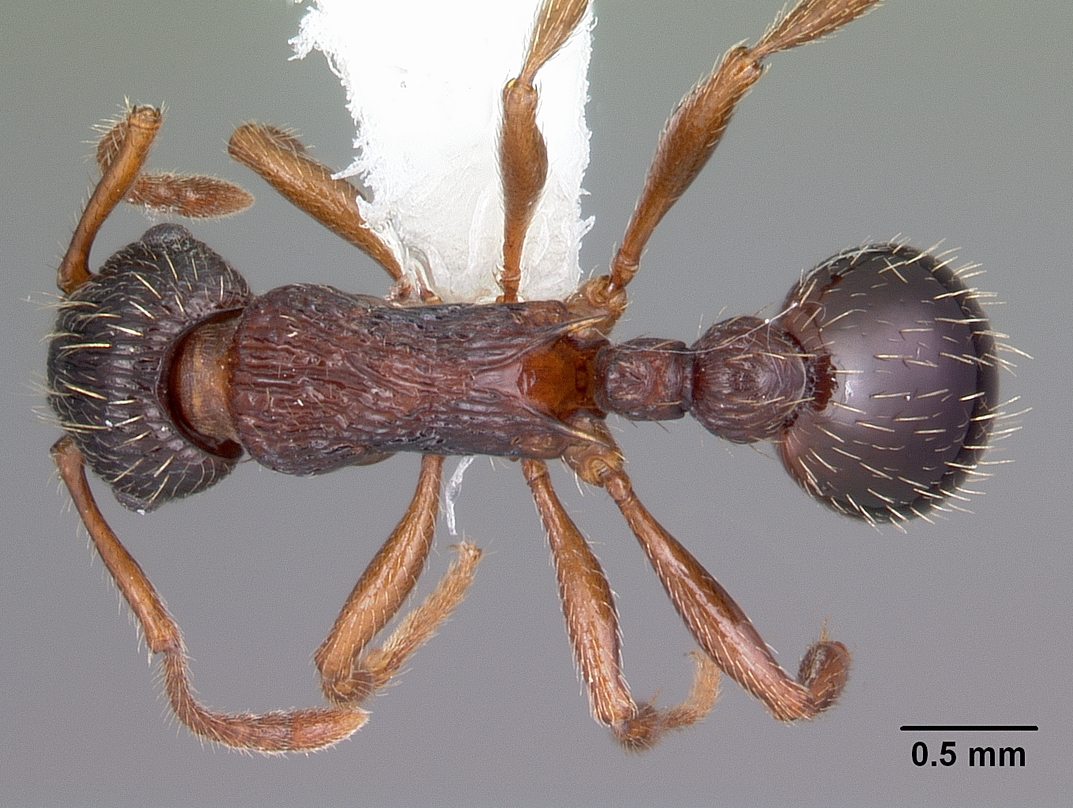
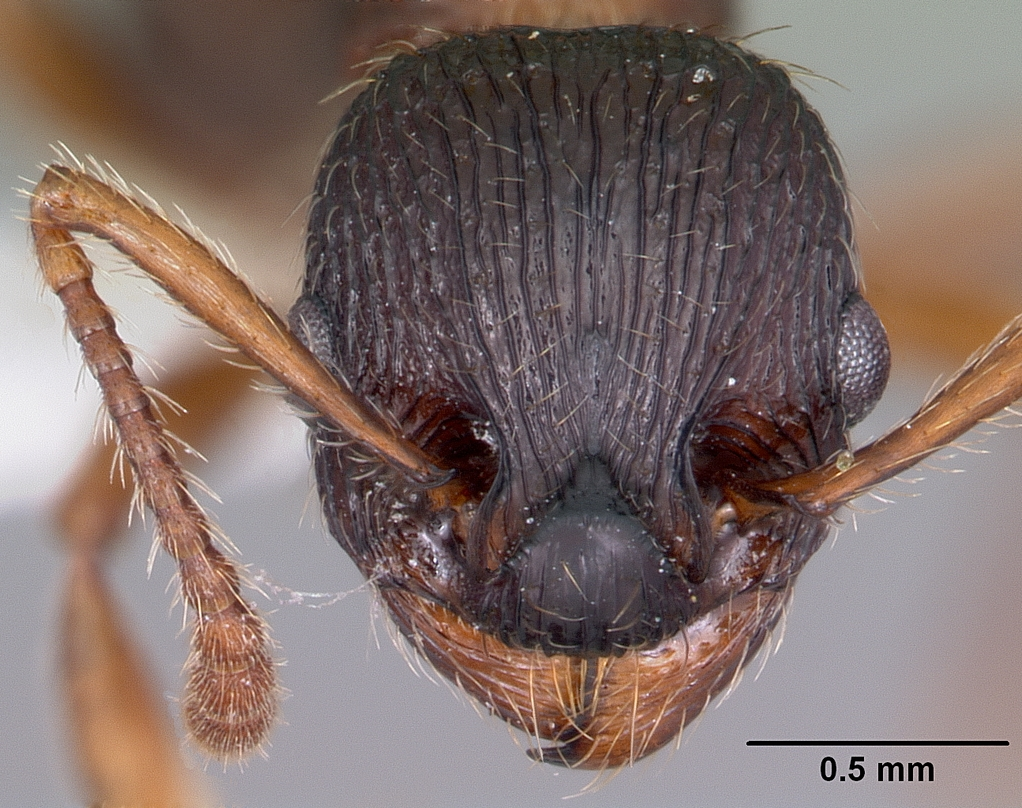
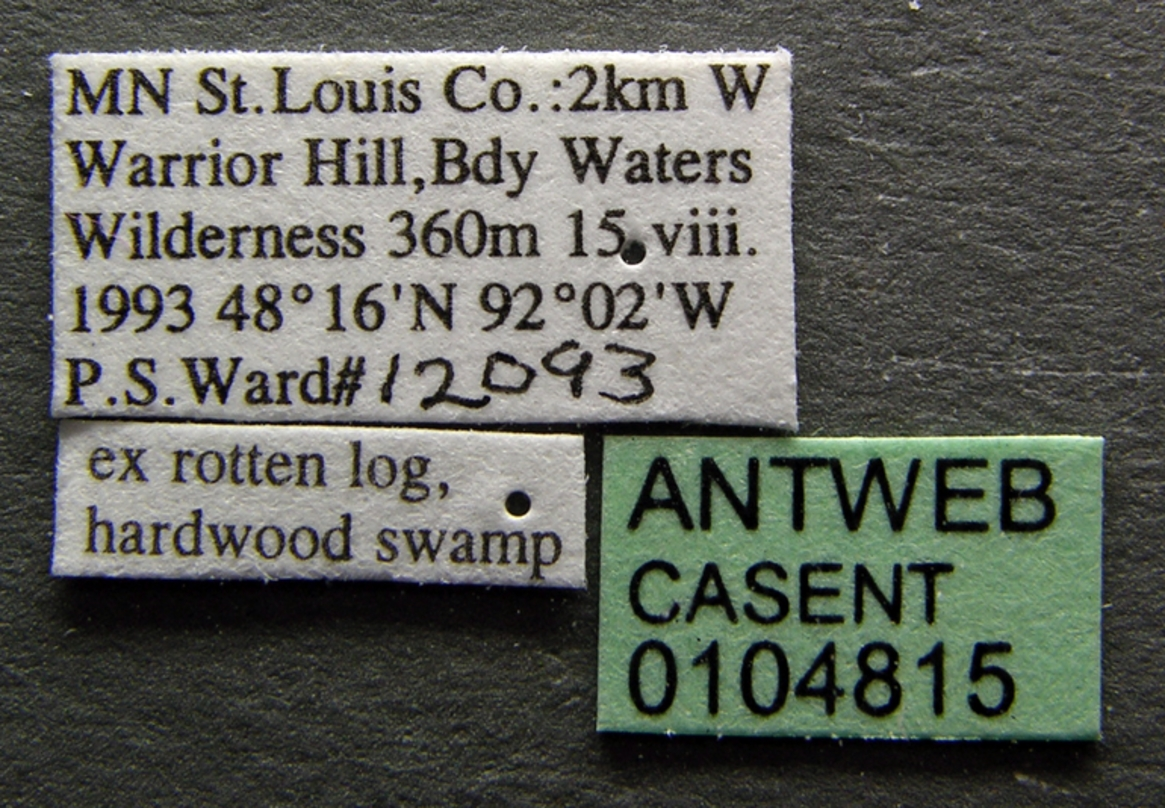
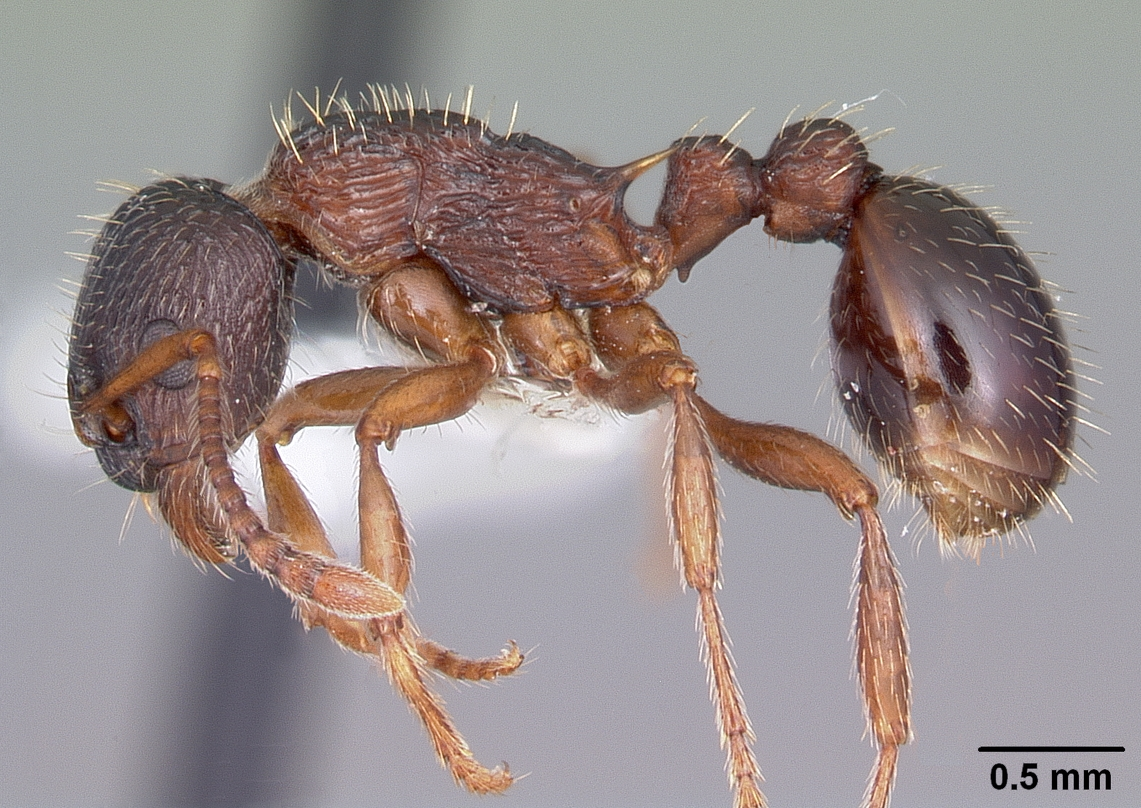
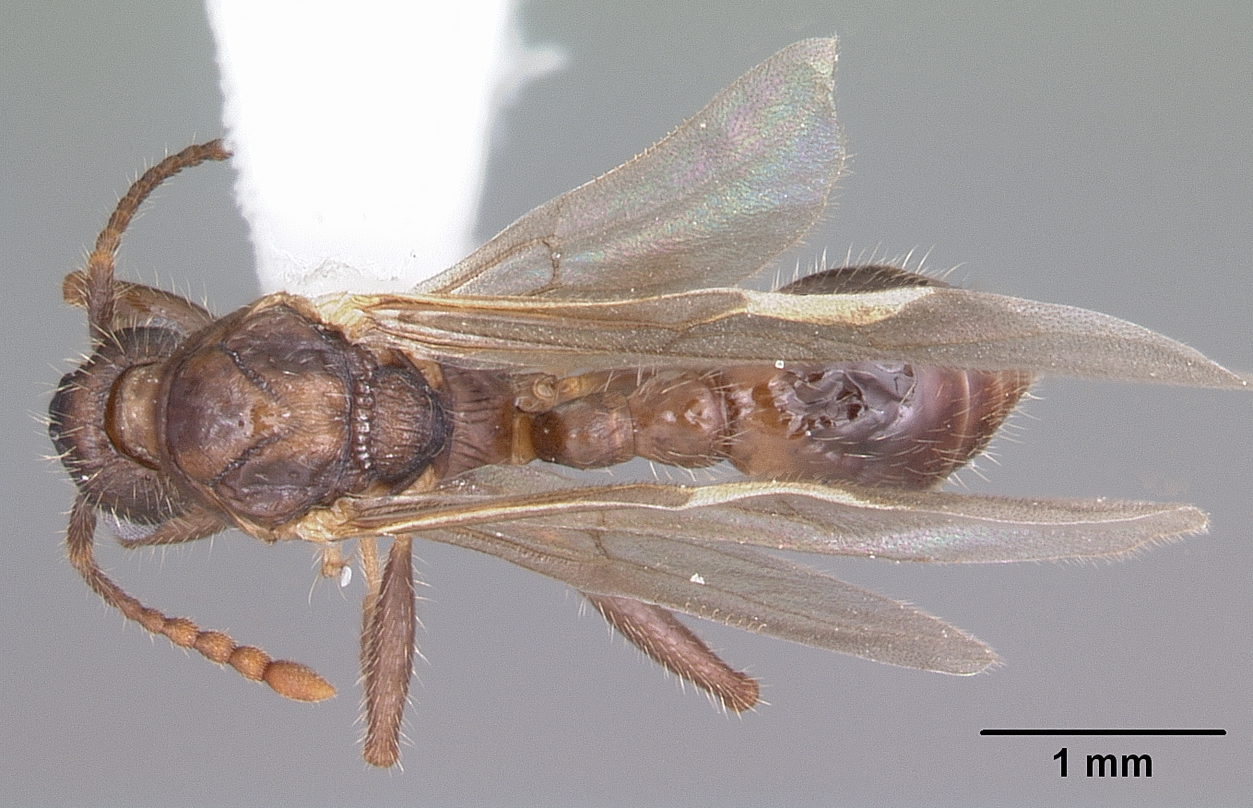
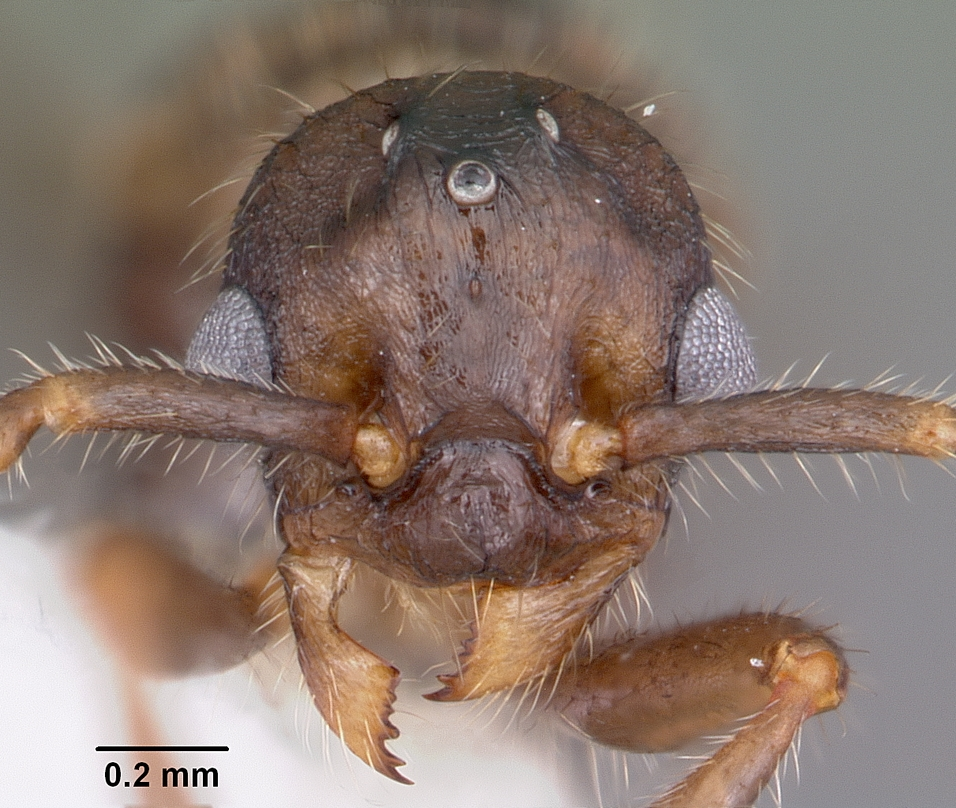